# Нельбарк
Нельбарк (пол. Nielbark, нім. Nelberg) — село в Польщі, у гміні Кужентник Новомейського повіту Вармінсько-Мазурського воєводства.
Населення — 454 особи (2011).
У 1975-1998 роках село належало до Торунського воєводства.

## Демографія
Демографічна структура станом на 31 березня 2011 року:
|          | Загалом | Допрацездатний вік | Працездатний вік | Постпрацездатний вік |
| -------- | ------- | ------------------ | ---------------- | -------------------- |
| Чоловіки | 227     | 44                 | 166              | 17                   |
| Жінки    | 227     | 51                 | 130              | 46                   |
| Разом    | 454     | 95                 | 296              | 63                   |